# Феофан (Хасапакис)
Архиепи́скоп Феофа́н (греч. Ἀρχιεπίσκοπος Θεοφάνης, в миру Феодо́сиос Хасапа́кис, греч. Θεοδόσιος Χασαπάκης; 18 января 1948, Лутра, Митилина, Греция) — епископ Иерусалимской православной церкви, архиепископ Герасский.

## Биография
В 1961 году прибыл в Иерусалим. В 1966 году окончил Патриаршую школу в Иерусалиме и был пострижен в монашество, а 1 июля того же года рукоположён во иеродиакона и определён на служение в секретариат Иерусалимской Патриархии.
1 сентября 1970 года был рукоположён в сан иеромонаха и поступил на богословский факультет Афинского университета. Вместе с окончанием образования в 1974 году был возведён в сан архимандрита.
По возвращении вновь вошёл в состав патриаршего секретариата, служил секретарём Священного Синода Иерусалимской Православной Церкви. В 1981 года направлен на аспирантуру в Дарэмский университет в Англии, где получил степень магистра по патристике.
В 1986 году был назначен представителем Иерусалимского патриарха в Константинополе.
19 марта 1988 года был хиротонисан во епископа Иамнийского.
15 марта 1992 года — избран архиепископом Герасским.
В 1993 году был освобожден от служения в Стамбуле и назначен патриаршим представителем в Вифлееме.
В 2005 года назначен экзархом (представителем) Святого Гроба в Афинах.
В 2006 году был назначен представителем Иерусалимского Патриархата в диалоге с Римско-Католической Церковью.
В 2009 году был назначен патриаршим эпитропом в Акко.